# Дуанська мова
Дуанська мова — мова дуанів (Duano, Duano'), невеличкого народу, що живе по обидва боки Малакської протоки в Індонезії та Малайзії. В Індонезії їх ще звуть десін-долаками (індонез. Desin Dola', Desin Dolak, Desin Dolaq), а в Малайзії до місцевої локальної групи дуанів застосовується офіційно прийнятий термін оранг-куала (малай. Orang Kuala, що означає «люди в гирлах річок»). Самі ж вони називають себе десін-дуано (Desin Duano), або просто дуано; desin означає «люди», а duano — це екзонім. Дуани чітко вирізняють себе від сусідніх народів, мають власну мову, культуру й етнічну самосвідомість.
В Малайзії, завдяки тому, що державні органи займаються проблемами корінних народів Малайського півострова, існують регулярні статистичні дані стосовно чисельності, зокрема й оранг-куала. Так, за офіційними даними, у 2003 році їх нараховувалось 4 067 осіб (2003, COAC). Що стосується чисельності дуанів в Індонезії, тут існують лише дані оцінок. Наприклад, проект Ethnologue наводить такі дані: 15 000 (2006, SIL) дуанів в Індонезії і 19 000 (2006, E. Seidlitz) в усіх країнах. Проект Joshua Project [Архівовано 31 березня 2019 у Wayback Machine.] у 2016 році так оцінює чисельність народу: 18 000 осіб в Індонезії, 4 700 осіб у Малайзії, разом 22 700 осіб.
Дуанська мова належить до малайської групи, серед яких, зокрема, є й індонезійська, стандартна малайська (Малайзія), мінангкабавська та багато інших. Її місце в класифікації австронезійських мов залишається до кінця невизначеним. Раніше її зараховували до парамалайської підгрупи (Ethnologue: Languages of the World, Fifteenth edition, 2005), яка згодом була скасована. Тепер вона належить безпосередньо до малайської підгрупи малайської групи малайсько-чамських мов. Її разом із 35 іншими мовами, зараховують до складу малайської макромови (msa).
Дуанська мова однозначно не є малайською, адже малайці не розуміють її. Проте очевидною є спорідненість цих двох мов. Спираючись на наявні списки слів дуанської мови, французький дослідник Крістіан Пелрас (Pelras Christian, 1972) зробив деякі висновки стосовно її спорідненості з малайською. Словниковий запас обох мов є дуже близьким, розбіжності полягають переважно в незначних фонетичних відмінностях, як от: sangu і sungai (річка), royu і kayu (дерево), tuu і tua (старий), matu і mata (око), tulong і tulang (кістка), dagée(ng) і daging (м'ясо), porot і pungut (збирати) і т. д. Існують також відмінності, викликані іншим розумінням певного поняття, наприклад, малайське ribut (шторм) відповідає дуанському ribut (дощ), малайське pantai (узбережжя) — дуанському panti (мілина), малайське monco (морда, рило) — дуанському monco (дзьоб) і т. д. Існують й інші відмінності.
Є в дуанській мові також слова, що мають загальні малайсько-полінезійські корені, як, наприклад: ia (вода), dele' (чоловік), debi (жінка), dengkulu (волосся), temurun (шия), melongoi (плавати). У той же час, ця мова містить цілу групу слів, що позначають дію, частини тіла, різні природні об'єкти, для яких важко визначити походження: desin (люди), mnu (вітер), dola' (море), dita' (маленький), klongo (ніс), co' (падати), nyit (спати), kal (приходити), bruit' (взяти). До цього слід додати цілий ряд займенників, питальних слів, префіксів і прислівників, які досить сильно відрізняються від малайських і роблять мову дуанів на слух незрозумілою для малайців.
Структура фраз, здається, нагадує малайську. Але взагалі дуанську мову досі всебічно не досліджував жоден із вчених-лінгвістів. Лише на початку 2000-х років доктор Мохаммед Шаріфудін Юсуф (малай. Mohd. Sharifudin Yusof) у ході своїх польових досліджень, проведених на території малайзійського штату Джогор, вперше склав список дуанських слів, представлений у фонетичному вигляді. Скориставшись цими записами, читач зможе правильно вимовляти канацькі слова, навіть якщо він ніколи не спілкувалися з носіями мови. Результати були опубліковані в 2013 році.
В цілому, можна сказати, що, хоча дуанська мова й відрізняється від малайської, є всі підстави вважати її за один з малайських діалектів, який трохи більше відрізняється від стандартної малайської, ніж, скажімо, мова мінангкабау.
Етнічна єдність дуанів не є чіткою. Їхні поселення розкидані по узбережжю Малакської протоки, жителі окремих поселень утворюють локальні групи, часто слабко пов'язані між собою. У ранніх джерелах з історії та етнографії регіону окремі локальні групи дуанів називали ще Orang Laut Bugis (J. G. Schot, 1884), Orang Lahut (T. Adam, 1928), Sendaur (H. Kähler, 1949).
На території Індонезії дуанська продовжує активно використовуватись. Іншою є ситуація на території Малайзії. Тут вона енергійно витісняється стандартною малайською, рідною мовою спілкуються переважно представники старшого покоління. У цій країні дуанській мові загрожує щезання.
Крім рідної мови, більшість дуанів вільно володіє також малайською (zlm) (Bradley 2007a).
Власної писемності дуанська мова не має. Рівень грамотності серед малайзійських дуанів (малайською мовою) становить близько 50 %.